# Ponton (automobile)
Pour les articles homonymes, voir Ponton (homonymie).

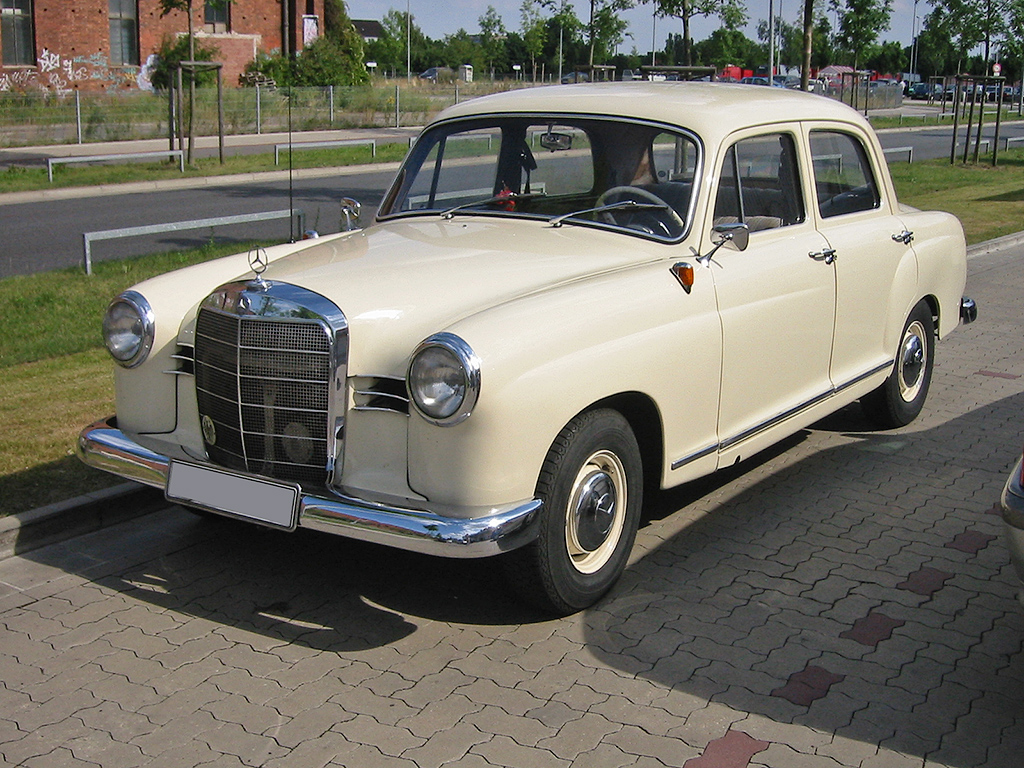
Mercedes-Benz ponton

Ponton (du terme de marine ponton) désigne un type de carrosserie automobile qui tend à intégrer les ailes avant au capot et les ailes avant et arrière à la caisse de l'automobile en une ligne droite, sans marche-pied, donnant à ces voitures l'allure d'un ponton rectangulaire. Cette acception du terme « ponton » ne se répandit qu'après la Seconde Guerre mondiale et ne s'appliquait qu'aux grands modèles, seuls susceptibles de ressembler à un ponton flottant. Son sens premier (sens américain) désigne un élément de l'automobile intégrant tout à la fois l’aile et le garde-boue.
Ponton dans son sens européen, également adopté par les Britanniques, désigne un modèle de voiture dont les portières se fondent non seulement dans les ailes avant (portière avant) mais aussi dans les ailes arrière (portière arrière). Les voitures ponton deviennent rapidement la norme lors des années 1950. À la fin de la décennie, les voitures de grande série le sont presque toutes. Le terme « ponton » s'estompe par la suite, sauf pour décrire les voitures de la période concernée.

## Origine du nom
Sans remonter aux carrosseries « torpille » puis torpédo du début du XXe siècle, mais avant la dernière guerre, les carrosseries qui s'approchaient des caractéristiques ponto' étaient dites indistinctement aérodynamiques. Les pénuries de l'après-guerre en Europe, d'où la nécessité d'économiser les tôles d'acier, les progrès de l'aérodynamique, l'essor des carrosseries monocoques, l'évolution continue du style des carrosseries vers plus d'intégration de ses éléments : calandre, capot, phares, ailes, habitacle et coffre ont présidé à la généralisation rapide d'une forme rappelant un ponton flottant. Cette appellation initialement péjorative ou ironique s'est rapidement imposée. 
Il existe plusieurs théories à propos de l’origine du terme. En premier lieu, vers la fin de la Seconde Guerre mondiale, une protection des parois latérales de blindés consistait en une longue boîte creuse destinée à faire éclater les charges explosives avant qu’elles arrivent au contact du blindage. Les soldats ont appelés ces boîtes « pontons » par analogie au matériel marin. C’est ainsi qu’une série de modèles Mercedes-Benz aurait été affublée de ce sobriquet par analogie à ces coffres. 
On raconte également que les phares des Mercedes-Benz des années 1950 étaient intégrés dans les ailes au lieu d’être indépendants ce qui les faisaient ressembler à des pontons flottants. Finalement, un journaliste aurait comparé le nouveau sous-châssis d’une pièce de la Mercedes-Benz de 1953, qui soutenait à la fois le moteur, la transmission et la direction, à un pont flottant,
D’autres manufacturiers allemands ont également adoptés ce principe à la même époque : Opel et Auto Union (incluant certains modèles DKW) et Borgward). 

## Origine du style

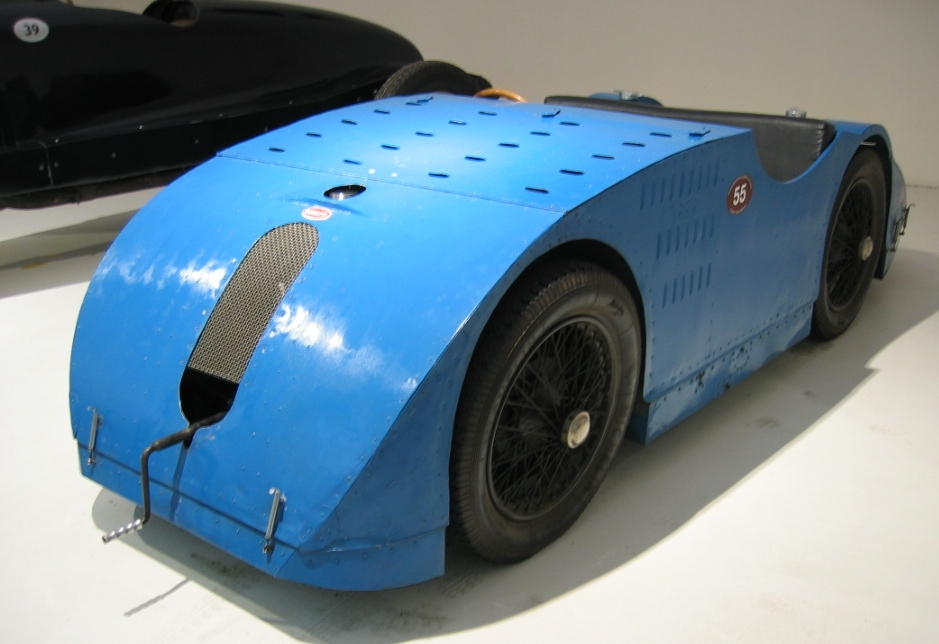
Bugatti 1923 Type 32 « Tank »

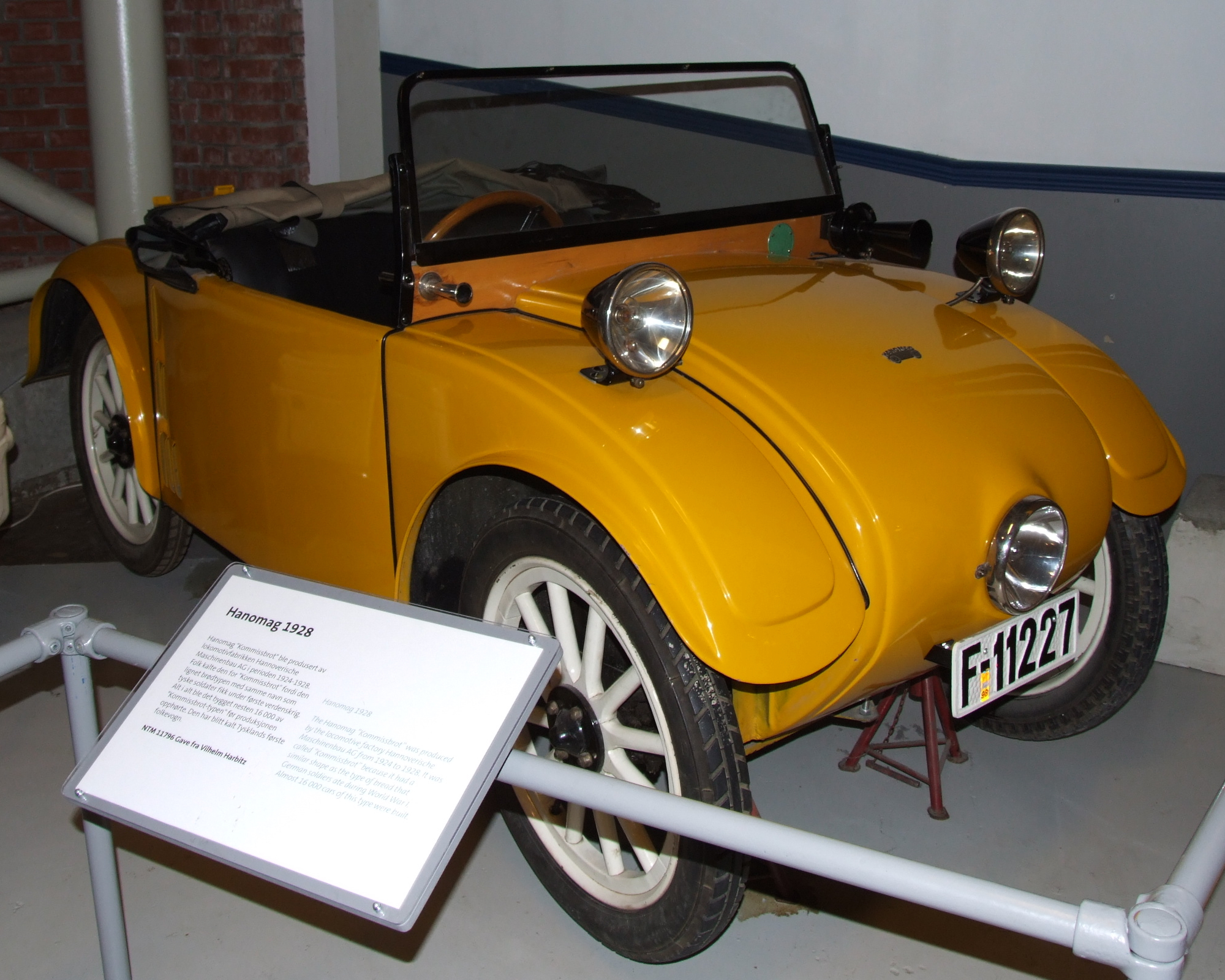
Hanomag 2/10 PS de 1928

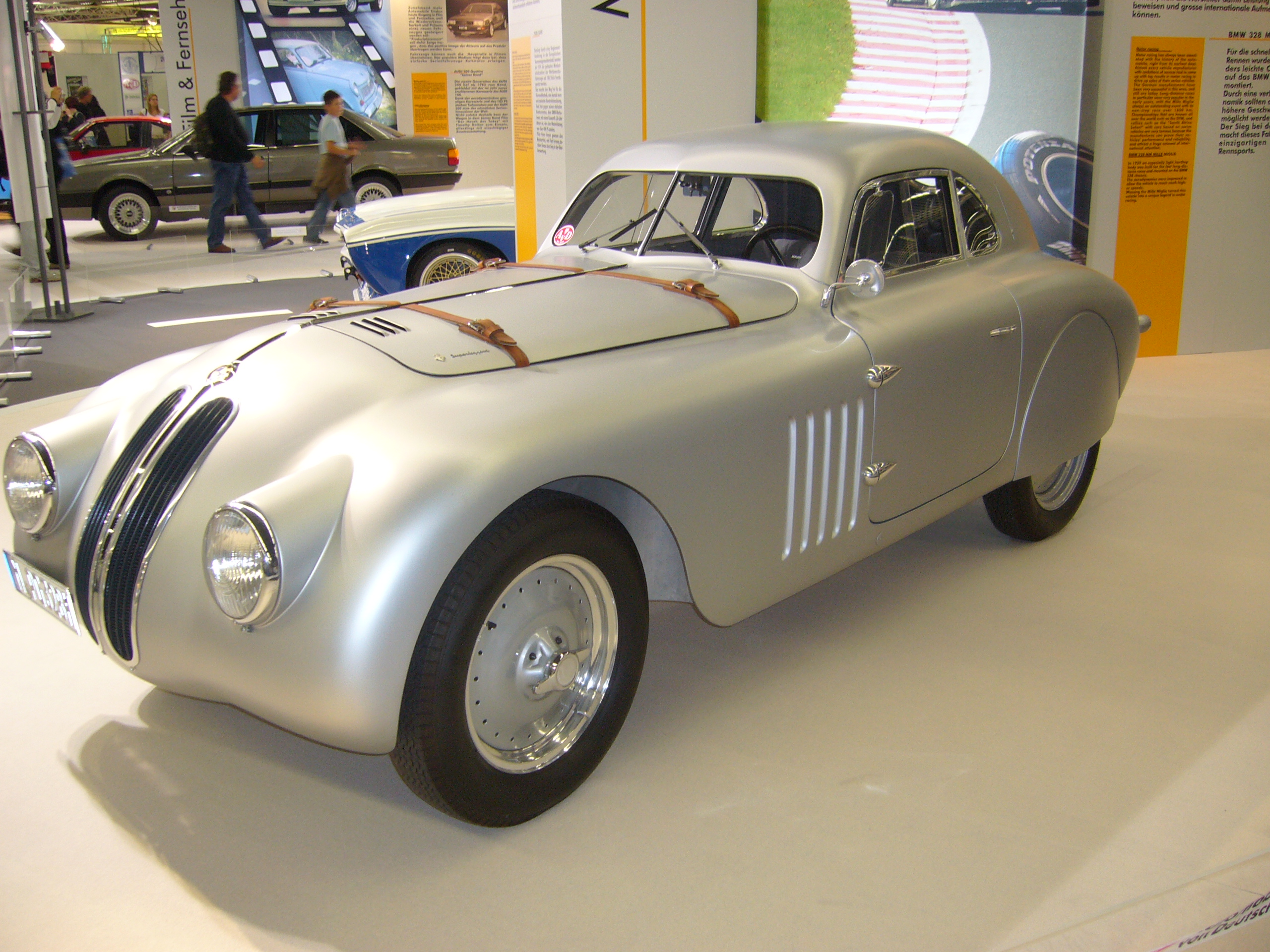
BMW 328 Mille Miglia

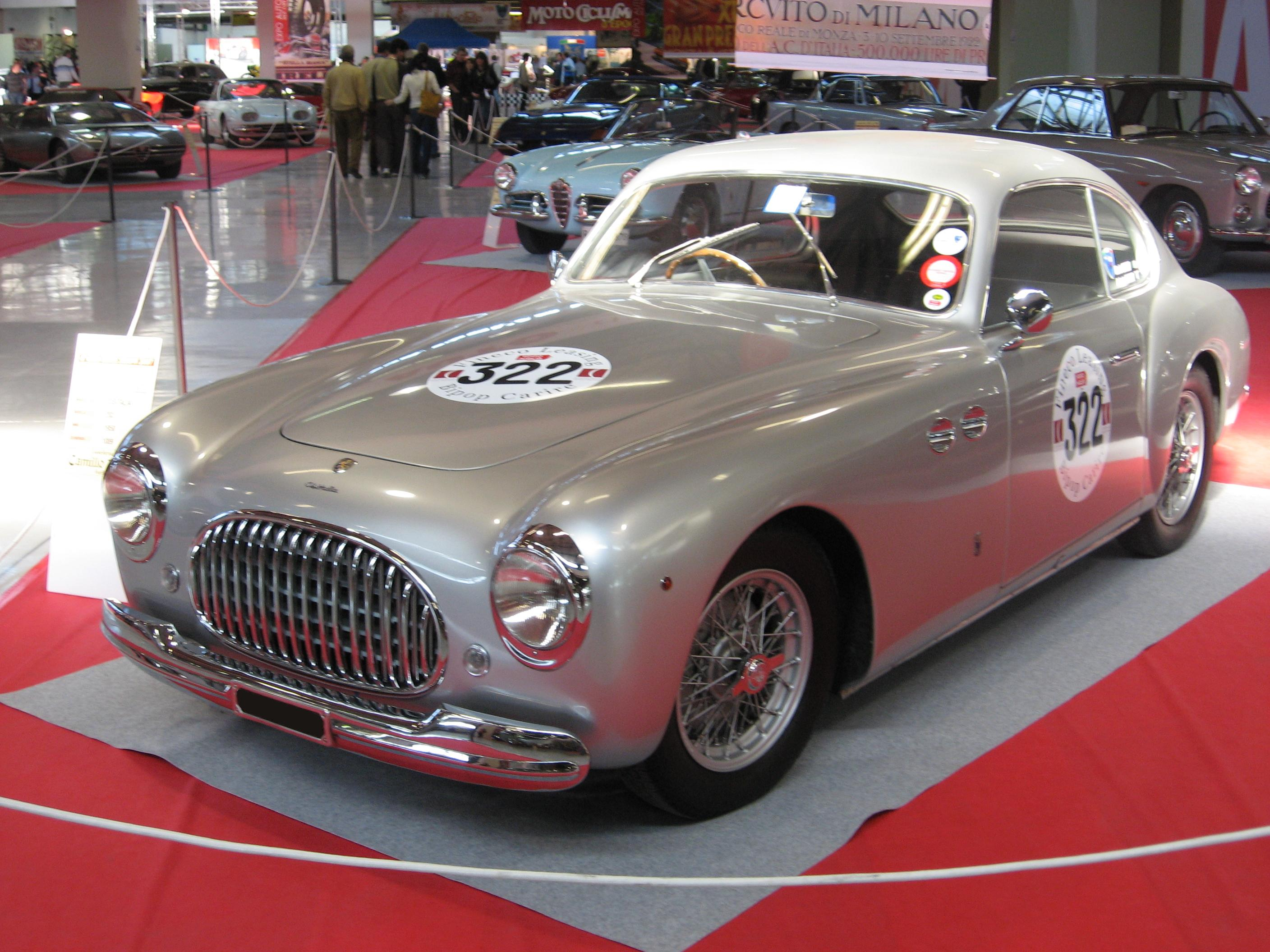
Cisitalia 202 de 1946

Une des premières automobile de ce style est la Bugatti type 32 « Tank » qui a participé au Grand Prix de France à Tours. La première production de masse a été la Hanomag 2/10, de 1924 à 1928. Sa carrosserie ressemblait à un pain et fut surnommée « Kommissbrot », un pain de blé entier communément distribué dans l’Armée allemande. Fidelis Böhler, le dessinateur de la firme, a construit le modèle à partir de l’idée de mettre les passagers à deux de largeur en omettant les marche-pieds pour économiser sur le poids. L’auto fut très populaire en Allemagne. Mais à cette date le mot comme le concept de ponton n'existait pas encore et ne se serait pas appliqué à une voiturette. Les petites voitures de forme arrondie seront plutôt surnommées "pot de yaourt" (Fiat 500) ou quand elles seront anguleuses "caisse à savon"  (Simca 1000, Renault 8). En France, Chenard & Walcker construisit et fit courir des voitures à carrosserie « Tank » ; les voitures de routes étaient les Y8, qui eurent un succès mitigé en raison de leur lignes novatrices. Les lignes de la Voisin C-28 Aérosport de 1935 peuvent aussi être considérées comme des prémices du style ponton, ce que revendiqua après-guerre leur concepteur Gabriel Voisin.
En 1937, Pininfarina SpA dessina une carrosserie de ce style pour le coupé Lancia Aprilia, pour tirer parti de son aérodynamique ce qui valut le surnom de berlinetta aerodynamica. La compagnie poursuivi avec la cabriolet du même modèle en 1940.
En 1940, la BMW 328 Mille Miglia adopta une ligne ponton très moderne. La coupé Cisitalia 202 de 1946, dessiné par Pininfarina à partir des esquisses de Giovanni Savonuzzi, fut l’auto qui changea le style des automobiles après la Seconde Guerre mondiale selon le Museum of Modern Art de New-York. Dans la collection permanente de ce musée on retrouve une Cisitalia de 1951 qui incorpore le capot, les ailes et les phares comme un ensemble et non plus comme des éléments distincts. En 1947, Tatra modifie sa 97 en Tatraplan 600 aux flancs résolument ponton. La même année l'Alfa Romeo 6C 2500 dessinée par Pininfarina évolue vers le style ponton.
Ces formes rondes, continues et fluides, que Paolo Tumminelli nomma le « côté ponton » sont devenues la grande mode en Europe. Alfa Romeo, Fiat et Rover (la Jet1 a tout du ponton flottant) ont été les premiers fabricants à les généraliser. Ce style se répandit ensuite chez les constructeurs américains et japonais. Les premières automobiles nord-américaines de ce genre fut la Kaiser Special et la Crosley CC de 1946 et la Studebaker Champion de 1947, dessinée par Virgil Exner et Roy Cole. On peut mentionner à travers le monde la GAZ-M20 Pobeda 1946, construite en Union soviétique, la Standard Vanguard britannique de 1947, les Ford et General Motors de 1949 qui emboîtèrent le pas.
Des exemples français sont la Ford Comète de 1953 et la Renault Frégate de 1950, la Facel-Vega FV ou encore la Peugeot 403. Un exemple allemand est la Borgward 1500 de 1949. Les designers italiens avaient inauguré un style que tous les carrossiers ne surent pas dominer, d'où la valeur péjorative que prit le terme de style ponton au vu de certaines réalisations lourdes, voire pataudes comme la Ford Vedette, la Rover Jet 1 ou la Dyna Junior. 
C'est en faisant exagérément déborder les ailes au-dessus des phares que les stylistes américains sortiront du style ponton en redonnant de l'animation à leurs carrosseries dont l'écho assagi se retrouve en Europe sur la Sunbeam Alpine, l'Auto-Union DKW 1000 SP ou la Simca Vedette. 